# Fliš
Flíš je skladovnica zrnatih usedlin, sestavljena iz menjajočih se plasti peska, peščenjaka, laporovca, redkeje slojev apnenca in ilovice, na Primorskem večinoma eocenske starosti.
Skrilavci so metamorfne kamnine, ki s flišem nimajo povezave. Pravilno bi bilo namesto skrilavec, niti skril, uporabiti sledeče: laporovec, glinavec, meljevec/muljevec, apnenec;
Torej pri flišu gre za zaporedno menjavanje plasti različnih sedimentnih kamnin, ki ga pogojuje velikost delcev, ki kamnine sestavljajo: od debelozrnate breče, ki jo lahko sestavljajo zrna velika tudi več cm, peščenjaka (zrnca velikosti peska) meljevca in muljevca, laporovca, glinavca, pri katerih zrn s prostim očesom ne ločimo in različnih apnencev. Fliši nastajajo v morju, navadno pri podvodnih plazovih. Z rekami v morje prineseni sediment (pesek, glina ...) ali v morju nastal sediment (kopičenje kalcitnih skeletov odmrlih organizmov in karbonatnega blata iz katerega nastaja apnenec) se useda na morske police, pobočja in morsko dno. Zaradi različnih razlogov (potres, cunami, sila teže...) prihaja do sprožanja podvodnih plazov po podvodnih pobočjih, podobno kot se to dogaja na kopnem. Po splazenju se v skladu z zakonom gravitacije najprej usedejo večji delci, nato srednji in nazadnje najbolj drobni delci. To zaporedno usedanje in dogajanje lahko opazujemo pri fliših. Kasneje so ti sedimenti med procesi diageneze (strjevanja, preoblikovanja ...) in tektonike (dviganje, gubanje ...) oblikovani v kamnine in dvignjeni na površje.

## Fliš v Sloveniji
V Sloveniji je največ flišnih sedimentov na Primorskem: (Soška dolina, Goriška brda, Vipavska dolina, Brkini, slovenski Istri) in so osnova za gojitev vinske trte in drugih rastlinskih kultur.
V severnih predelih - posamezna območja ob Soči in njenih pritokih, prav gor do Bovške kotline - je fliš starejši (iz obdobja krede), v Goriških brdih, Vipavski dolini, Postojnski kotlini in Vipavskih brdih, v Brkinih, okrog Ocizle in v Slovenski Istri pa je mlajši (iz obdobja eocena).

### Flišne stene slovenske obale
Skoraj celotna slovenska obala (izjema je le majhna krpa zemlje pri Izoli) je zgrajena iz eocenskega fliša. Ta na več mestih tik nad obalo tvore strme, visoke stene. Strunjanski klif (stena) je na primer s svojimi 80 m višine najvišja flišna stena na Jadranu. Seznam bolj slikovitih sten je naslednji:
- Stene na obeh straneh Debelega rtiča (do Valdoltre).
- Stene med Izolo in Strunjanom.
- Stene med Strunjanom in Pacugom.
- Stene med Pacugom in Fieso.
- Stene med Fieso in Piranom.
- Stene med Piranom in Portorožem.

- Debeli rtič
- Pri Strunjanu
- Strunjan - Mesečev zaliv
- Pri Fiesi
- Piran - sever
- Piran - jug